# Kassanda
Kassanda – miasto w Ugandzie, w dystrykcie Mubende.